# توماس هارون هارت
توماس هارون هارت هو سياسي كندي، ولد في 31 أكتوبر 1858 في نيو برونزويك في كندا، وتوفي في 13 يوليو 1930. نشط حزبياً في حزب كندا المحافظ. وقد انتخب عضو الجمعية التشريعية لنيو برونزويك ‏ وانتخب عضو مجلس العموم الكندي.